# GO! GO! LGYankees!!!
『GO! GO! LGYankees!!!』（ゴー・ゴー・エルジーヤンキース）は、日本のヒップホップユニット・LGYankeesが2012年2月15日にVenus-Bから発売したメジャー5枚目（通算6枚目）のオリジナルアルバムである。

## 概要
- 前作『BARIBARI LGYankees』から1年ぶりとなるアルバム。Venus-B移籍第一弾作品である。
- 通常盤と初回盤があり、初回盤は豪華スリーブジャケット仕様＋2曲のPVを収録したDVDが付いている。
- SPOT動画のナレーションは山寺宏一が担当している。

## 収録曲
1. GO! GO! LGYankees!!! -Intro-
作曲：DJ No.2

1. 今作のイントロ。
2. NO DOUBT SHIT ～2012〜 feat. GIO,ITACHI
作詞：HIRO、GIO、ITACHI
作曲：DJ No.2
3. ボクでいいよね ～愛のうた〜 feat. LGMonkees
作詞：HIRO、LGMonkees
作曲：HIRO、KENNY
4. Once More Again ～もう一度、抱きしめて～ feat. May J.
作詞・作曲：DJ No.2
5. 3年目の記念日 feat. Noa
作詞・作曲：DJ No.2
6. Baby Girl feat. 吉見一星
作詞：HIRO
作曲：HIRO、KENNY、headphone-Bulldog
7. DANCING CHAMPION ～エナジーはナニーラ!?～
作詞：HIRO
作曲：DJ No.2
8. SMILE
作詞：HIRO
作曲：HIRO、KENNY
9. Close To You feat. 舞花
作詞・作曲：DJ No.2
10. Graduation ～未来への約束〜 feat. SO-TA
作詞：HIRO、SO-TA
作曲：HIRO、KENNY
11. GO! GO! LGYankees!!! -Outro-
作曲：DJ No.2

1. 今作のアウトロ。
2. Because… ～あなたがいた〜 feat. Noa
作詞：LGYankees
作曲：DJ No.2
今作のボーナストラック。

## 参加ミュージシャン
LGYankees
- HIRO：MC
- DJ No.2：Manipulate

Additional Musician
- KENNY：Manipulate
- DJD：Guitar
- 高橋洋介：Guitar
- Hidetoshi Kato：Piano & Organ
- Lily.μ：Backing Voice (#5)
- 北川裕介：Backing Voice (#5)
- 角野志乃：Narration (#6)

## 参加アーティスト
- GIO
- ITACHI
- LGMonkees
- May J.
- Noa
- 吉見一星
- 舞花
- SO-TA